# 郁金香狂热 (热罗姆)
《郁金香狂热》（Le Duel à la tulipe）是法国艺术家让-莱昂·热罗姆的一幅油画，创作于1882年，表现17世纪荷兰 “郁金香狂热”的场景。 该作品收藏于巴尔的摩沃尔特斯艺术博物馆。
“郁金香最初于16世纪从土耳其进口，如今已成为一种越来越有价值的商品。到1636/7年，郁金香狂热达到顶峰，当市场崩溃时，投机者只剩下最初投资者的5%。”
在1630年代的郁金香热潮中，随着各种郁金香的价格持续上涨，刺激越来越多的种植者进入已经充斥着纯色花朵的市场。在让-莱昂·热罗姆的《郁金香狂热》中，一株破碎的郁金香被贵族主人从政府士兵手中保护起来（背景中可以看到哈勒姆圣巴沃教堂的剪影）。他们正在践踏周围的花坛，试图限制郁金香的供应，从而防止价格进一步下跌。这幅画也被视为为美而辩护的鉴赏家。这是玛丽·简·摩根的看法，她是一位富有的航运巨头的遗孀，也是第一位拥有这幅画的人。1886年，她去世一年后，这幅画在拍卖会上以6000美元的价格售出。1882年创作的《郁金香狂热》也是对当年巴黎证券交易所崩溃的评论。这将是19世纪法国最严重的金融危机，并引发了一场持续到本年代末的衰退。